# 梁智強
梁志強，或叫作梁智強（英語：Jack Neo Chee Keong，1960年1月24日—），新加坡导演兼演員，著名的作品有《小孩不笨》、《小孩不笨2》、《新兵正传》等。

## 生平
從1990年到2008年，梁志強在新加坡綜藝節目方面成功地製造了無數的神話。当年他用與眾不同的台湾主持风格，在新加坡綜藝節目裡一枝独秀，脫穎而出，创造了新加坡電視史上最長壽（每个星期一次）的綜藝節目《搞笑行動》，这个节目，是当年很多华族礼拜一必须赶回家看的综艺节目。节目顾名思义，以搞笑为主，他领导李国煌，程旭辉，莫小玲，钟耀南，林益民，郑丽芬（一大粒）等等，自己发掘的谐星，成立了“梁家班”，在新加坡新传媒电视台，独领风骚，甚至还以最著名的“梁婆婆”这号滑稽人物，创造了许多脍炙人口的话题，随后又反串了“梁细妹”这个可爱的家庭主妇，创造了另一轮的收视奇迹。
“J Team Productions”（梁志強的製作公司）之後也為新傳媒製作了《我是創新王》和《歡樂巔峰》等的收視冠軍節目。梁志強也是新傳媒籌款節目每年指定的節目主持人，例如肾脏基金和总统慈善筹款节目，他都是主持人之一。
梁志強在新加坡電影方面的貢獻和成就是非同凡響的。從新加坡開國以來最賣座的電影《錢不夠用》到《小孩不笨2》 《錢不夠用2》，《錢不夠用2》在臺中市萬代福影城上映11年（2009年至2020年））。梁志強的每一部電影都深受國人的喜愛，因为喜剧演员出生的他，在电影里一定有非常到位的幽默和喜剧。他的電影《小孩不笨系列》還成為了中國小學生的教材之一。電影《跑吧！孩子》也獲得六個國際電影大獎。
梁志強在2004年，獲得了總統颁發的總統勳章（PBM），也是第一位獲得總統勳章的新加坡藝人。2005年更榮獲電影文化獎，是备受國家肯定的文化獎項，也是国家献给在艺术领域有特别贡献的人。
2011年，他没有停止继续拍片，並且投入新加坡2012年的贺岁档，但是这回他不是以导演而是以演员的身份，参演一部他最拿手的反串角色（Karen Neo），饰演阿牛的妈妈 ，贺岁片《笑着回家》一宣布拍摄，立刻被新加坡媒体圍剿，某些观众还发起抵制他的影片，因此新加坡的票房仍然受到一些影响。
2012年，梁志強为国民服役45周年拍摄一部以军事训练为题材的军教片《新兵正传》，但由于资金的局限，他唯有大胆启用全部素人新面孔来参与这部片的演出。由于新兵题材贴近人心，也是每一个家庭孩子亲人的经历，这部片，在新加坡不但引起了未映先轰动，连总理李显龙也在2012年的国庆群众大会提到梁智强和相关影片正在拍摄中，顿时为这部影片制造了期待。梁志強对媒体说，由于45年来的国民服役发展，经历很多阶段，于是《新兵正传》以上下集推出，也为新加坡影坛创造了票房奇迹和神话。
2013年，《新兵正傳》在新加坡贺岁档上映，票房急速攀升至630萬新幣，不僅打破他個人维持了十多年的紀錄，第二集更是以800万新幣的超高票房，打破了第一集的记录，同时也打败了好莱坞占士邦巨片。
2014年，梁导演乘胜追击，拍摄了《狮神决战》，同样采取了上下集的方式，结果票房惨败。

## 争议
2006年1月拍小孩不笨2時毆打警探演員高明和與街坊演員雲昌湊有暴力傾向。
2010年3月，梁志強与钟佳燕（Wendy Chong）发生了婚外情，在新加坡引起轰动，受到新加坡媒体有史以来最苛刻无情的攻击。连续两个礼拜几乎天天上头版。由于他在星马港台电影颇具知名度，新加坡的娱乐新闻也第一次横跨星马港台“为国争光”，之后他和老婆到台湾度假也被当地的狗仔队跟拍，夫妻俩人的行踪在台湾报章大标题曝光，台湾媒体还很不客气的酸夫妇俩故意在夜市出现晒恩爱。
2010年下半年，婚外情事件记忆犹新，他在一片讨伐声中继续负责监制和编剧另一部电影《鬼也笑》（The Ghost Must Be Crazy），但把執導權託付給徒弟李国煌和巫培双；在梁导演被爆出婚外情之前，他也曾经导演编剧另一部恐怖喜剧片《吓到笑》，当时这部片叫好叫座。唯《鬼也笑》和《吓到笑》的票房相差大概一百万，显示了观众还没有忘记婚外情事件。

## 影视作品

### 电影
| 年份                                                                   | 片名                                     | 劇務                              | 角色                     | 備註                 |
| ---------------------------------------------------------------------- | ---------------------------------------- | --------------------------------- | ------------------------ | -------------------- |
| 1990                                                                   | 大小老千                                 | 演員                              | 糕餅店老闆               | 香港電影             |
| 1991                                                                   | 大頭兵上戰場─雜牌軍（1The Naughty Cadets go to battle: Bastard Soldiers）                  | 演員                              | 兩支槍                   | 台灣電影             |
| 1996                                                                   | 十二楼（12 Storeys）                               | 演員                              | Ah Gu                    |                      |
| 1998                                                                   | 钱不够用（）                             | 編劇、演員                        | 楊寶強                   |                      |
| 1998                                                                   | 杀手一出手（Hitman in the City）                           | 編劇、導演、客串                  | -                        |                      |
| 1999                                                                   | 那个不够（That One Not Enough）                             | 編劇、導演                        | 洪浩仁                   |                      |
| 1999                                                                   | 梁婆婆重出江湖（Liang Popo: The Movie）                       | 編劇、演員（反串）                | 梁婆婆、梁細妹、新聞主播 |                      |
| 1999                                                                   | 魔鏡（The Mirror）                                 | 演員                              | 詹森                     |                      |
| 2000                                                                   | 相約2000年（緣份的世紀）（Are You Lonesome Tonight）             | 演員                              | -                        |                      |
| 2002                                                                   | 小孩不笨（I Not Stupid）                             | 編劇、導演、演員                  | 劉國彬父親               |                      |
| 2003                                                                   | 跑吧！孩子（Homerun）                           | 編劇、導演                        | 陳明順父親               |                      |
| 2004                                                                   | 突然发财（The Best Bet）                             | 編劇、導演                        | -                        |                      |
| 2005                                                                   | 爱都爱都（I Do I Do）                             | 導演、客串                        | 國會議員                 |                      |
| 2005                                                                   | 三个好人（One More Chance）                             | 編劇、導演、客串                  | 政府官員                 |                      |
| 2006                                                                   | 小孩不笨2（I Not Stupid Too）                            | 編劇、導演、演員                  | 楊學謙父親               |                      |
| 2007                                                                   | 我在政府部门的日子（Just Follow Law）                   | 編劇、導演、客串                  | 醫生                     |                      |
| 2008                                                                   | 老师嫁老大（Ah Long Pte Ltd）                           | 編劇、導演、客串                  |                          |                      |
| 2008                                                                   | 钱不够用2（Money No Enough 2）                            | 編劇、導演、演員                  | 楊寶強                   |                      |
| 2009                                                                   | 幸福万岁（Love Matters）                             | 編劇、導演                        | -                        |                      |
| 2009                                                                   | 吓到笑（Where Got Ghost?）                               | 導演、演員                        | 二兒子                   |                      |
| 2010                                                                   | 做人（Being Human）                                 | 導演                              | -                        |                      |
| 2011                                                                   | 笑著回家（Homecoming）                             | 演員（反串）                      | Karen Neo                | 2011贺岁电影         |
| 2011                                                                   | 鬼也笑（The Ghosts Must Be Crazy）                               | 製作人、編劇                      | -                        |                      |
| 2012                                                                   | 孩子不壞（We Not Naughty）                             | 製作人、編劇、導演                | -                        | 2012贺岁电影         |
| 2012                                                                   | 新兵正传（Ah Boys to Men）                             | 製作人、編劇、導演                | -                        |                      |
| 2013                                                                   | 新兵正传II（Ah Boys To Men 2）                           | 製作人、編劇、導演                | -                        | 2013贺岁电影         |
| 2014                                                                   | 狮神决战（The Lion Men）                             | 製作人、編劇、導演                | -                        |                      |
| 2014                                                                   | 狮神决战之终极一战（The Lion Men: Ultimate Showdown）                   | 製作人、編劇、導演                | -                        |                      |
| 2015                                                                   | 新兵正传III：蛙人传（Ah Boys To Men 3: Frogmen）                  | 製作人、編劇、導演                | -                        |                      |
| 2015                                                                   | 东主有喜（My Papa Rich）                             | 演員                              | 林樹桐Pokok Lim          | 2015马来西亚贺岁电影 |
| 2015                                                                   | 七封信（7 Letters）                               | 編劇、导演                        | -                        |                      |
| 2016                                                                   | 我们的故事（Long Long Time Ago）                           | 製作人、編劇、導演                | -                        | 2016贺岁电影         |
| 2016                                                                   | 我们的故事2（Long Long Time Ago 2）                          | 製作人、編劇、導演                | -                        |                      |
| 2017                                                                   | 财神爷（The Forture Handbook）           | 製作人、編劇                      | -                        | 2017贺岁电影         |
| 遇见贵人（Take 2）                                                           | -                                        | 製作人、編劇                      |                          |                      |
| 天公仔（Lucky Boy）                                                             | -                                        | 製作人、編劇                      |                          |                      |
| 新兵正传 IV（[Ah Boys to Men 4] 错误：{{Lang}}：无效参数：\|3=（帮助） | 製作人、編劇、导演                       | -                                 |                          |                      |
| 2018                                                                   | 旺得福梁細妹（Wonderful Liang Xi Mei）   | 演員（反串）、製作人、編劇、导演  | 梁细妹                   | 2018贺岁电影         |
| 兄弟班（House of The Rising Sons）                                                             | 演員                                     | 阿倫的新加坡學校教師              |                          |                      |
| 2019                                                                   | 演員                                     | 玉建煌崇大件事（Make It Big Big） |                          |                      |
| 殺手不笨（Killer Not Stupid）                                                           | 編劇、导演                               | -                                 | 2019贺岁电影             |                      |
| 2020                                                                   | 編劇、导演                               | 我们的故事之沉默的年代（The Diam Diam Era）        | -                        |                      |
| 2021                                                                   | 編劇、导演                               | 我們的故事之沉默的年代2（The Diam Diam Era Too）       | -                        | 2021贺岁电影         |
| 2022                                                                   | 女兵外传（Ah Girls Go Army）             | 製作人、編劇、导演                | -                        | 2022贺岁电影         |
| 女兵外传2（Ah Girls Go Army 2）                                                          | -                                        |                                   |                          |                      |
| 2023                                                                   | 猫山王中王（The King Of Musang King）    | 导演、製作人、演员                | -                        | 2023贺岁电影         |
| 2024                                                                   | 钱不够用3：全部够用（Money No Enough 3） | 導演、演員                        | -                        | 2024贺岁电影         |
| 小孩不笨3（Not Stupid three）                                          | 導演、演員                               |                                   |                          |                      |
| 2025                                                                   | AI拼才会赢（I Want To Be Boss）          | 导演、製作人、演员                | -                        | 2025贺岁电影         |

### 电视剧
| 年份 | 剧名                      | 角色   | 备注 |
| ---- | ------------------------- | ------ | ---- |
| 2016 | 大英雄                    | 梁婆婆 | 客串 |
| 2002 | 笑傲江湖梁细妹            | 梁细妹 |      |
| 2001 | 梁婆婆冲出江湖            | 梁婆婆 |      |
| 2000 | 再见梁细妹 第一季及第二季 | 梁细妹 |      |

### 综艺节目
| 年份                  | 节目       | 角色   |
| --------------------- | ---------- | ------ |
| 2018                  | 欢喜就好 4 | 梁婆婆 |
| 2017                  | 欢喜就好 3 | 梁细妹 |
| 2017                  | 欢喜就好 2 | 梁细妹 |
| 2016                  | 欢喜就好   | 梁细妹 |
| 1996-2000; 2003; 2006 | 搞笑行动   | 主持人 |

## 音乐作品

### 电视剧主题曲
| 年份 | 剧名       | 歌名     | 备注   |
| ---- | ---------- | -------- | ------ |
| 2014 | 118        | 夠力夠力 | 片头曲 |
| 2018 | 西瓜甜不甜 | 喜剧收场 | 片头曲 |

## 外部連結
- 個人Blogspot （页面存档备份，存于）
- 個人官方部落格
- 梁智強的新浪微博
- 梁智強的Facebook專頁
- 梁智強在互联网电影资料库（IMDb）上的資料（英文）
- 梁智強在香港影庫上的簡介